# Привалова Ірина Анатоліївна
Іри́на Анато́ліївна Прива́лова, у першому шлюбі Серге́єва (рос. Ирина Анатольевна Привалова-Сергеева; 22 листопада 1968) — російська легкоатлетка, що спеціалізувалась з бігу на короткі дистанції та бігу з бар'єрами. Олімпійська чемпіонка та триразова олімпійська призерка; багаторазова чемпіонка і призерка чемпіонатів світу, Європи, СРСР та Росії з легкої атлетики.
Заслужений майстер спорту Росії.

## Виступи на Олімпіадах
| Олімпіада      | Дисципліна               | Місце   |
| -------------- | ------------------------ | ------- |
| Барселона 1992 | біг на 100 м             | 3       |
| Барселона 1992 | біг на 200 м             | 4       |
| Барселона 1992 | естафета 4×100 метрів    | 2       |
| Атланта 1996   | біг на 100 м             | 7 в 1/2 |
| Атланта 1996   | біг на 200 м             | 3 в 1/4 |
| Атланта 1996   | естафета 4×100 м         | 4       |
| Сідней 2000    | біг на 400 м з бар'єрами | 1       |
| Сідней 2000    | естафета 4×400 м         | 3       |